# عبد الكريم كنونة
عبد الكريم كنونة هو سياسي عراقي سابق.
درس في ألمانيا، وقد وكان ضمن نواة كتائب الشباب التي كانت تؤيد حكومة رشيد عالي الكيلاني سنة 1941.
شغل منصب وزير الصناعة في وزارة طاهر يحيى الأولى (1963-1964)، كما شغل منصب وزير الاقتصاد في وزارة طاهر يحيى الرابعة سنة 1968 خلفا للوزير المستقيل محمد جواد العبوسي.
كان يسكن الأعظمية، وله من الأولاد مثنى ومعن ومضر وثناء.